# Cold Finger Girl
Singles de Chiaki Kuriyama
Kanousei Girl
(2010) Oishii Kisetsu / Ketteiteki Sanpunkan
(2011)
Cold Finger Girl (コールドフィンガーガール) est le 3e single de Chiaki Kuriyama sorti sous le label Defstar Records le 26 janvier 2011 au Japon. Il arrive 39e à l'Oricon, et reste classé 1 semaine pour un total de 2 878 exemplaires vendus. Il sort en format CD, CD+DVD et CD Level E édition.
Cold Finger Girl a été utilisé comme thème d'ouverture pour l'anime Level E. Cold Finger Girl se trouve sur l'album Circus.

## Liste des titres
| 1. | Cold Finger Girl (コールドフィンガーガール) | Ken'ichi Asai | Ken'ichi Asai    | 3:55 |
| 2. | Getsumen Nanchakuriku (月面軟着陸)          | Hiroshi Endo  | Masahiro Tobinai | 4:19 |

| 1. | Cold Finger Girl (Rock Short Film) (コールドフィンガーガール) |  |
| 2. | Making of                                                     |  |

| 1. | Cold Finger Girl (コールドフィンガーガール)                        | Ken'ichi Asai | Ken'ichi Asai    | 3:55 |
| 2. | Getsumen Nanchakuriku (月面軟着陸)                                 | Hiroshi Endo  | Masahiro Tobinai | 4:19 |
| 3. | Cold Finger Girl (Instrumental) (コールドフィンガーガール)         | Ken'ichi Asai | Ken'ichi Asai    | 3:55 |
| 4. | Cold Finger Girl (Level E Opening ver.) (コールドフィンガーガール) | Ken'ichi Asai | Ken'ichi Asai    | 1:19 |